# Революционная партия трудящихся Центральной Америки
Революционная партия трудящихся Центральной Америки (исп. Partido Revolucionario de los Trabajadores Centroamericanos, PRTC) — одна из пяти партизанско-повстанческих организаций Сальвадора, в 1980 году вошедшая в состав «Фронта национального освобождения имени Фарабундо Марти» (ФНОФМ) и принимавшая участие в гражданской войне 1980—1992 года.

## Создание и структура
«Революционная партия трудящихся Центральной Америки» (PRTC) была создана в течение 1975 года, утверждение программы и формирование её структуры было завершено 25 января 1976 года на конференции в Сан-Хосе (столице Коста-Рики).
Партия имела представительства в большинстве стран Центральной Америки, кроме Никарагуа (Сальвадоре, Гондурасе и Коста-Рике), отдельные подпольные ячейки на территории Мексики и США, кроме того, её активисты установили контакты с представителями левых сил в Гватемале. Первым руководителем PRTC являлся Фабио Кастильо Фигероа (Fabio Castillo Figueroa), его преемником в апреле 1979 года стал Хосе Мария Рейес Мата. Фактически, представительства движения в разных странах имели значительную степень автономии. Партия считалась троцкистской, при этом учитывала опыт основоположников марксизма, Че Гевары, коммунистического движения во Вьетнаме. В октябре 1980 года в Манагуа состоялся третий съезд PRTC, на котором она перестала существовать как общеамериканская структура (её местные отделения в Гондурасе и Сальвадоре, тем не менее, продолжили деятельность).
Сальвадорское отделение партии было создано в 1976 году и включилось в вооружённую борьбу с правительственными силами во второй половине 1970-х годов. В него вошли некоторые бывшие члены ERP и RN, с 1979 года руководителем являлся бывший лидер студенческих выступлений Fransisco Jovel («comandante Roberto Roca»).
Наконец, 11 октября 1980 года был создан единый Фронт национального освобождения имени Фарабундо Марти (ФНОФМ), в состав которого 5 декабря 1980 года вошли силы PRTC.

## PRTC в ходе гражданской войны (1980—1992)
Оценки общей численности активистов ФНОФМ (и организаций, входивших в состав Фронта в период гражданской войны) варьируются в достаточно широких пределах.
В целом, PRTC являлась наименьшей по численности из пяти организаций ФНОФМ, по состоянию на 1990 год общую численность её вооружённых формирований (ERTC, Ejército Revolucionario de los Trabajadores Centroamericanos) оценивали в 1100 бойцов.
Для подготовки командных кадров, в ходе гражданской войны PRTC были созданы две школы: «Humberto Mendoza» (для военной подготовки) и «Adam Diaz» (для политической подготовки).

#### Структура вооруженных сил PRTC
- «силы специального назначения» (FES):[1]

- в 1983 году был создан отряд «городских коммандос» («Comandos Urbanos Mardoqueo Cruz»)
- в 1987 году был сформирован взвод «коммандос», в 1988 году в нем насчитывалось до 30 бойцов.

- «стратегические мобильные силы»:[1]

- полк «Luis Alberto Diaz» (DLAD)

- партизанские отряды и «народная милиция»[1]

После подписания мирных соглашений в 1992 году вооружённые формирования PRTC были демобилизованы.
В 1995 году политические структуры PRTC объявили о самороспуске партии, активисты вошли в состав ФНОФМ. Тем не менее, структура по-прежнему существует внутри ФНОФМ как неформальная фракция или тенденция (аналогично и другие организации).

## Хронология деятельности
- 21 сентября 1979 года — в Сан-Сальвадоре, в районе аэропорта были похищены два бизнесмена из США (Dennis McDonald и Fausto Bucheli), работавшие в компании «Beckman Instruments Co.» (филиал корпорации «Beckman Electronics Company»)[3], они были отпущены 7 ноября 1979 года.
- в августе 1980 года бесследно исчез руководитель сальвадорского отделения PRTC, Луис Диас (Luis Diaz).
- в ноябре 1980 года был убит один из лидеров PRTC (Humberto Mendoza)
- 18 апреля 1985 года в селении La Angostura департамента Сан-Висенте правительственными силами была захвачена одна из лидеров PRTC, Нидия Диас («Nidia Diaz», настоящее имя — Maria Marta Valladares). В операции по её захвату участвовал американский военный советник (считавшийся «специалистом по радиоэлектронному оборудованию», однако сама Н. Диас упоминала, что «американец фактически командовал операцией»)[4].
- 19 июня 1985 (военно-политическая операция «Yankee Aggressor in El Salvador — Another Vietnam Awaits You»[5]) — в увеселительном районе Сан-Сальвадора «Zona Rosa» десять «коммандос» из группы «Comandos Urbanos Mardoqueo Cruz», одетых в форму солдат правительственной армии расстреляли 13 посетителей ресторана «Chili`s Cafe» (в том числе, одного солдата сальвадорской армии[6], четверых морских пехотинцев США[7] и двух американских бизнесменов). В июле 1985 года США объявили награду в размере 100 тысяч долларов за информацию о террористах.
- 10 сентября 1985 — похищение дочери президента страны, Инес Гуадалупе Дуарте (Ines Guadalupe Duarte Duran), которое в течение двух месяцев фактически парализовало работу правительства. Авторитет Дуарте снизился как у военных и бизнес-элиты, так и среди населения.
- 24 октября 1985 года был произведен обмен пленными, в ходе которого правительством были освобождены 22 ранее арестованных командира ФНОФМ (в том числе, Нидия Диас), а повстанцы освободили 33 ранее захваченных в плен муниципальных чиновников (в том числе 22 мэров) и дочь президента страны. 25 октября 1985 года Нидия Диас прибыла на Кубу для лечения (в ходе захвата, она получила четыре пулевых ранения)[4].
- в 1993 году, после подписания мирного соглашения и окончания гражданской войны были совершены убийства нескольких лидеров PRTC, в том числе Francisco Veliz (застрелен 25 октября 1993)[8] и Mario López («comandante Venancio»). На Нидию Диас покушались дважды.